# مطنطن
مُطَنطَن نام سیزدهمین آلبوم رسمی محسن نامجو می‌باشد که در ۱۴ اسفند ۱۳۹۸ منتشر شد. نامجو در یادداشتی که پیش از انتشار آلبوم منتشر کرد، نوشت «مطنطن» در فرهنگ دهخدا به معنای سروصدا است که معنای مجازی آن کلام مزین شده‌ای است که معنای عمیقی ندارد یا اساساً معنایی ندارد.
پیش‌تولید این اثر و نوشتن اشعار آن از سال ۱۳۷۵ شروع شده و تولید آن نیز ۵ سال زمان برده‌است. این آلبوم در ۱۴ اسفند و همزمان با سالروز تولد محسن نامجو منتشر شد و از آن‌جا که مصادف شد با شیوع کروناویروس در ایران، وی اعلام کرد آلبوم برای ایرانیان رایگان است و هرکس می‌تواند به هر میزان که می‌خواهد از آن برای دیگران کپی کند.

## نام آلبوم
محسن نامجو در گفتگویی با رادیو فردا اعلام داشت: «مطنطن برگرفته از دو صوت است، طَنطَنه و دَبدَبه؛ که در واقع طنطنه به معنای صدای طبل‌ها یا صدای سازهای زیر است، دبدبه صدای سازهای بم است.
این جالب است، که خود ط و نون، زیرتر بودن فرکانس و صوت را می‌رساند، د و ب حالت بم‌تر بودن را. این اعجابی است که در حروف و الفبای خیلی از زبان‌ها هست. در واقع، خود این دو کلمه در شاخه‌ای از ادبیات و زبانشناسی قرار می‌گیرند که در انگلیسی به آن می‌گوییم آنوماتوپیا (Onomatopoeia) و در فارسی می‌گوییم نام‌آوا؛ چیزی که هم اسم است و هم صدای آن. مثل دَفدَف، که هم اسم ساز دف است و هم صدای کوبیدن به دف.
خیلی نمونه‌های دیگری داریم، مثل شُرشُر…، نام آوا، و «مطنطن» هم گرفته شده از آن است. اما معنی ضمنی‌اش در واقع کلام پرطَمطَراقی است که در این آلبوم، در ترانه‌های مختلف سعی شده از شکل‌های مختلف الهام بگیرد، از سبک شعر خراسانی، و اولین نسل شاعران شعر فارسی حتی قبل از رودکی و فردوسی، شاعران دوره صفاری، مثل ابوسلیک گرگانی و حنظله بادقیسی، و خیلی‌های دیگر.»
نامجو در ادامه اضافه کرد: «من سعی کردم در قطعه «زاد ازم ببر» از آنها الهام بگیرم، تا بیاید برسد به قطعه «من از آن خاک»، که بحر طویل است. خود کلمه مطنطن در قطعه «من از آن خاک» آمده و در واقع معنی ندارد. یعنی یک جاهایی معنی دارد و یک جاهایی ندارد. در وسط قطعه «نظم» شعری خوانده می‌شود که می‌گوید نظم می‌مانَد از من، پشت سبزیِ کاغذی که می‌مانَد از من، سَلْخْ پخته چنگِ چُغلانِشمَند … قرار است که اینها، دال‌ها یا لفظ‌هایی باشند که معنی مشخصی را منتقل نکنند، اما حسی را به ما انتقال دهند، و همین.
مطنطن در واقع برگرفته از این ماجراست؛ ولی خب موسیقی‌اش به شکل‌های مختلفی است و عموماً در این آلبوم از ساز زهی استفاده شده. علت طول کشیدن و زحمت و هزینه‌ای هم که داشته، افزوده شدن سازهایی اضافه بر آن چهار ساز اصلی است که ما همیشه استفاده می‌کنیم، یعنی گیتار، گیتارباس، درامز و خود من با سه تار.»

## انتشار
پس از ۲۳ سال تلاش برای ساخت قطعات و ۵ سال ضبط، بالاخره مطنطن در تاریخ ۱۴ اسفند ۱۳۹۸ منتشر شد. محسن نامجو چندی قبل از انتشار آلبوم، در پیامی اعلام داشت ایرانی‌های ساکن ایران به صورت رایگان می‌توانند به این آلبوم گوش کنند.
محسن نامجو در این باره در گفتگو با رادیو فردا گفت: «آدم که نمی‌تواند خودش را آن جوری ببیند که نقشی دارد در تغییر چیزی. در حد این که اگر کسی به این موزیک علاقه‌مند است، برای این چند ثانیه دیگر دغدغه خرید و این‌ها نداشته باشد. گرچه با این شرایطی که هست، اگر امکان خریدش در ایران هم بود، با این اوضاع اقتصادی آدم اصلاً نمی‌تواند از کسی انتظار داشته باشد. به هرحال من حدسم این است که مخاطب ما یا مخاطب این موزیک کسانی هستند که اوضاع احوالشان به احتمال زیاد خوب نیست و قیمت آلبومی که این‌جا ۱۵ دلار است به قیمت واحد ایران، قیمتی تعیین‌کننده است و نمی‌شود از ایشان انتظار داشت. دوماً هم که اصلاً راهی وجود ندارد. آی‌تیونز و چیزهای دیگر هم که به خاطر اوضاع جهان بسته‌است؛ لذا قصد من فقط این بود که این آلبوم بتواند حواس آدم‌ها را از اوضاع بد پرت کند و امیدوارم بعضی از کارها غمگین‌ترشان نکند به هرحال. من فقط می‌خواهم اطلاع بدهم. این کار ماست، هیچ منتی نیست. اگر زحمتی هست از لحاظ وقت و هزینه، خب آدم وقتی می‌خواهد تجربه‌های جدید و بلندپروازی کند، طبیعی است هزینه هم دارد؛ ولی این آلبوم با توجه به آن کمپینی که ما دو سال پیش به راه انداختیم، یک چیزی حدود ۱۰ تا ۱۵ هزار دلار (به قیمت هزینه‌های اینجا) برای تولیدش در نظر گرفته بودیم و آن کمپین هم به ما کمک کرده بود؛ ولی می‌گویم، اتفاقاتی افتاد که این ماجرا تقریباً حدود سه برابرِ این برآورد تمام شد و هزینه این ویدئوها را هم باید اضافه کنیم، چون که خواستیم تجربه‌ای کنیم؛ ولی نکته‌اش در خطاب به دوستان ایران نیست. منظورم به دوستان بیرون از ایران بوده که اگر واقعاً دستشان می‌رسد، تا اندازه که می‌توانند این حمایت را انجام بدهند. حتی اگر آلبوم را شنیدند یا کپی کردند، به یک شکلی، حالا در کنسرت‌ها یا به شکلی، این را در نظر بگیرند تا حتی‌الامکان بخشی از این سرمایه برگردد و ما بتوانیم کارمان را ادامه بدهیم.»

## موزیک ویدئو
تاکنون موزیک ویدئوی قطعات «اعترافات ۴۵ ضربی»، «باد وزنده»، «آن مان نواران»، «کشاله‌ها»، «چه باشد»، «نظم» و «من از آن خاک» از آلبوم مطنطن منتشر شده‌است. پنج موزیک ویدئوی اول قبل از انتشار آلبوم، و موزیک ویدئوی قطعات «نظم» و «من از آن خاک» پس از انتشار آلبوم منتشر شده‌اند. لازم است ذکر شود که موزیک ویدئوی قطعهٔ «نظم» به صورت ۳۶۰ درجه ساخته شده‌است. موزیک ویدئوی قطعهٔ «اخترکم» نیز در تاریخ 26 اکتبر سال 2020 در کانال یوتیوب محسن نامجو منشر شد.
محسن نامجو در رابطه با ساخت موزیک ویدئو توضیح می‌دهد: "متأسفانه ایده اولیهٔ من این بود که ما بتوانیم یک بار کنسرت بدهیم و عین قطعاتی را که اجرا می‌کنیم، ویدئویش هم پخش بشود. اما از آنجا که برای هر کاری که می‌کنیم بر تجربیات آدم افزوده می‌شود و انگار آدم هیچ‌وقت از این خامی که در بعضی جهات وجود دارد، دور نمی‌شود، فهمیدم اگر زمانبندی قطعات مطابق ضبط را رعایت نکنید و بسته به حال و هوای اجرا کوتاه‌تر و بلندتر اجرایش کنید، می‌تواند جذاب‌تر باشد؛ و این دیگر با ویدئو جور در نمی‌آید و هیچ وقت هم نمی‌شود کاری کرد که اعضای گروه از لحاظ سرعت و تعداد میزان‌ها، عیناً مثل زمان ضبط بزنند. اگر این کار را بکنند…
خوشبختانه نوازندگانی که دوستان من هم هستند، آنهایی که بچه‌های نیویورک هستند، به ویژه نوازنده گیتار و بیس‌مان، خود یحیی هم که در واقع رهبر چارت‌نویسی ماجراست، اصلاً جذاب نیست که ما بخواهیم عین آن اجرا کنیم. آن حس و حال اجراست که اجازه می‌دهد تندتر یا کندتر بشویم.
یک زمانی هست که اصلاً شنونده دوست دارد با شما بخواند، و شما ممکن است یک جمله را بیشتر تکرار کنید برای اینکه مردم لذت می‌برند از خواندن خودشان. برای همین، نفس ویدئو ساختن به این منظور، اشتباه بود."

## فهرست آهنگ‌ها
تنظیم همهٔ ترانه‌ها توسط محسن نامجو، رضا مقدس و یحیی الخنسا صورت گرفته‌است.
موسیقی همهٔ ترانه‌ها توسط محسن نامجو ساخته شده‌است.
| مطنطن      | مطنطن                                                                                | مطنطن            | مطنطن |
| شماره      | نام                                                                                  | سراینده          | مدت   |
| ---------- | ------------------------------------------------------------------------------------ | ---------------- | ----- |
| ۱.         | «بادِ وزنده»                                                                          | آرزو خسروی       | ۴:۴۶  |
| ۲.         | «زاد ازْم بَبر»                                                                        | محسن نامجو       | ۴:۰۹  |
| ۳.         | «چه باشد…»                                                                           | محسن نامجو       | ۴:۱۴  |
| ۴.         | «اعترافاتِ ۴۵ ضربی» (تضمین دو خط از قطعهٔ «حسرت خیس» از آلبوم خودکشی ممنوع محسن چاوشی) | محسن نامجو       | ۵:۰۹  |
| ۵.         | «آن مان نواران» (براساس تصنیف عارف قزوینی؛ ساخته شده در سال ۱۳۲۸ در آواز دشتی)       | اشعار کودکانه    | ۶:۴۳  |
| ۶.         | «آوازِ کشاله‌ها»                                                                       | محسن نامجو       | ۱:۳۱  |
| ۷.         | «کشاله‌ها» (براساس قطعه Sober از گروه تول)                                            | محسن نامجو       | ۴:۳۸  |
| ۸.         | «دیو و فرشته»                                                                        | محسن نامجو، حافظ | ۵:۲۰  |
| ۹.         | «من از آن خاک»                                                                       | محسن نامجو       | ۴:۱۶  |
| ۱۰.        | «اخترکم»                                                                             | محسن نامجو       | ۹:۵۵  |
| ۱۱.        | «نظم»                                                                                | محسن نامجو       | ۴:۴۰  |
| ۱۲.        | «خشم کردم»                                                                           | مولوی، سعدی      | ۵:۱۱  |
| ۱۳.        | «اعترافات ۴۵ ضربی (بی‌کلام)»                                                          | بی‌کلام           | ۸:۳۷  |
| مجموع مدت: | مجموع مدت:                                                                           | مجموع مدت:       | ۶۹:۰۸ |

## عوامل تولید
| موسیقی - محسن نامجو: خواننده، سه‌تار، شاعر - یحیی الخنسا: درامز - رضا مقدس: کلید، بیس - کسری سبکتکین: بیس - اندرز نیلسون: گیتار - سین کانلی: بیس - سلچوک سونا: کلارینت و ساکسوفون - سعید کامجو: کمانچه - علی کمالی: بیس - جورج کولر: بیس - نیما احمدیه: گیتار الکتریک - آندره واسکونسل: گیتار الکتریک - بن ریلی: درامز - مایکل هاس: ویولنسل - دیو اگار: ویولنسل - رابین براون: ویولن - امیلی آن جندرون: ویولن - الکس شیوزاکی: ویولن - استفانی گریفین: ویولا - صبا ضامنی: همخوان قطعه «آن مان نواران» | ضبط و میکس و مسترینگ - رضا مقدس: ضبط و میکس صدا - ماچیک اسکیبل: ضبط - اندی کرم: مسترینگ در استودیوی سیلوربرچ مسترینگ - اسپانسر مالی: فرهاد شاه حسینی، رضا مظاهری، فرزاد خبیری، محمود شریکر طراحان - طراح کاور: بهار سبزواری - طراح آلبوم: نوید قائم مقامی - تهیه بوکلت: سهند رهنما، سیما راد |